# Mihai Goțiu
Remus Mihai Goțiu (n. 6 decembrie 1973, Ilia, Hunedoara, România) este un jurnalist, scriitor și politician român. La alegerile din 2016 a obținut un mandat de senator de Cluj din partea USR.

## Studii
A absolvit Colegiul Național „Decebal” din Deva (1992) și a studiat Dreptul și Jurnalistica la Universitatea Babeș-Bolyai din Cluj (1992-1997).

## Activitate profesională
A debutat în presa scrisă și în radio în 1993, acoperind toate domeniile jurnalistice (sport, social, politic, cultură, economic), colaborând atât cu presa locală (Clujeanul, Ieșeanul, Deveanul, Bihoreanul), cât și cu cea națională (Ziarul Financiar...). Între 2006 și 2010 a fost redactor-șef la Ziarul Clujeanului, Clujeanul și Viața Clujeanului. Din 2010 este analist-comentator la VoxPublica (platformă de comentarii, bloguri și opinii, pe site-ul Realitatea TV).
Președinte al Asociației Profesioniștilor din Presa Cluj (2011-2013).
Membru al Uniunii Scriitorilor din România Filiala Cluj.
În 2013 s-a implicat în realizarea ziarului Apusenii Liberi, realizat pe bază de voluntariat și tipărit din donații publice.

### Controverse
În noiembrie 2013 Biroul de Investigații Criminale al Poliției Cluj i-a deschis lui Mihai Goțiu un dosar de cercetare penală (nr. 163.674/10.262/P/2013) cu acuzația de „instigare publică” în chestiunea legată de exploatarea minieră de la Roșia Montană. Conform Deutsche Welle, acest dosar reprezintă un abuz și o încălcare a libertății de exprimare, poliția inițiind un act de intimidare la adresa jurnalistului.

## Publicații
- Povestea unui poem discursiv (poezie, editura Paralela 45, 2001; ediția a II-a, editura Tritonic, 2003)[15]
- Senzaționala evadare a lui Mihai Goțiu povestită chiar de El (roman, editura Tritonic, 2002)[16]
- Ora 20. Telejurnal (proză scurtă, împreună cu revista La Plic, Chișinău, 2010)[17][18]
- Afacerea Roșia Montană (editura Tact, 2013), rezultatul unei documentări de peste 11 ani a acestui subiect[19][20][21][22][23][24].

Ioan Piso, profesor de istorie la Universitatea Babeș-Bolyai fost director al Muzeului de Istorie a Transilvaniei din Cluj-Napoca descrie în Cotidianul Afacerea Roșia Montană ca „un excelent manual de istorie a ultimilor 23 de ani, bine scrisă și cu o argumentație fără cusur, de care ar putea păli de invidie orice istoric al vremurilor noi”.  Revista Cultura compară „masiva carte” cu o „investigație revelatoare”. În blogul revistei Cultura volumul e prezentat ca „cea mai bună, cea mai solidă carte de jurnalism de investigație din România” apărut ca „rezultat al unui efort gigantic de documentare, sistematizare și interpretare a poveștii Roșia Montană”. Cartea „Afacerea Roșia Montană”, apare în Top 5 cultural 2013 publicat de Adevărul, pe prima poziție la categoria nonfiction. Observator cultural consideră lucrarea „cea mai importantă carte a anului, un model de investigație jurnalistică, o complexă, pasionantă, dar calmă și echilibrată analiză a unor maladii socio-politice și economice de sistem, deopotrivă naționale, multi- și transnaționale”.
- „Fraierilor!”, volum despre istoria activismului clujean, (editura Tact, 2015)[30][31][32]

Este prezent în multe reviste și antologii literare din România, Ungaria și Italia, precum și în presa internațională (Presseurope, Eurotopics, Open Democracy).
Colaborator  al Departamentului de Jurnalistică (2007-2009) și al Departamentului de Psihologie Clinică și Psihoterapie (din 2008) de la Universitatea Babeș-Bolyai.

## Distincții și premii
Premiat la Festivalul internațional Lucian Blaga.
În februarie 2012, împreună cu membri ai Campaniei Salvați Roșia Montană, a realizat primul demers de tip „Yes Men” din România, cumpărarea naționalei de fotbal. Pentru articolul „Am cumpărat naționala de fotbal a României”, a fost premiat la secțiunea „reportaj” la Gala SuperScrieri 2012. Tot la Gala SuperScrieri 2012 a fost premiat și la secțiunea „opinie”. Pentru articolele despre cazul Roșia Montană a fost premiat și la Gree Awards Romania, 2011.
În 2013 a câștigat Bursa de excelență în jurnalism „Milena Jesenska”, oferită de Institut for Human Sciences, din Viena, cu o temă de cercetare legată de modul în care acțiunile culturale produc schimbări sociale – „Transformers MMXX. The Power of Culture in Social Change”.

## Activitate civică
Este scenarist și regizor al filmelor din seria „Retman și Retmagia”, proiect coordonat de profesorul de psihologie clinică și psihoterapie Daniel David prin care, în premieră mondială, desenele animate sunt folosite în scop terapeutic în tratarea unor diferite probleme ale copiilor (depresie, furie, teama de a vorbi în public, sentimentul de vinovăție.

## Agresiuni împotriva jurnalistului
În raportul „Libertatea presei în România 2012” editat de Agenția de Monitorizare a Presei se menționează că „Jurnalistul Mihai Goțiu, cunoscut pentru opiniile sale împotriva exploatării de la Roșia Montană, a fost agresat ﬁzic înainte și după o emisiune realizată de Mihai Tatulici la Roșia Montană și a fost amenințat în timpul desfășurării acesteia.”
La 13 septembrie 2017, în studioul postului de televiziune B1 TV, după prima parte a emisiunii Talk B1 moderată de Nadia Ciurlin, în pauza de publicitate a emisiunii Mihai Goțiu a fost lovit cu pumnul în zona feței de oponentul său în emisiune, Mirel Palada, fost purtător de cuvânt al guvernului Ponta. În urma agresării fizice Mihai Goțiu s-a ales cu buza spartă, iar după pauză emisiunea a continuat fără ei. Gestul lui Palada a fost dezavuat de Ludovic Orban și de Victor Ponta. A doua zi Mihai Goțiu a depus o plângere penală împotriva lui Mirel Palada pentru ultraj.